# 1985년 전국체육대회
제66회 전국체육대회는 1985년 10월 10일부터 1985년 10월 15일까지 대한민국 강원도에서 개최되었다.
올림픽, 아시아경기대회 전종목이 정식종목으로 채택되었고, 선수촌 아파트가 운영되었으며, 개회식에 카드섹션 입체화면이 연출되었다.

## 개요
- 대회명칭 : 제66회 전국체육대회
- 개최기간 : 1985년 10월 10일 ~ 1985년 10월 15일
- 개최지 : 강원도
- 구호 : 굳센 체력, 알찬 단결, 빛나는 전진
- 참가인원 : 19,636명
- 종별 : 일반부, 대학부, 고등부

## 종목

### 정식종목
| - 검도 - 궁도 - 근대5종 - 농구 - 럭비 - 레슬링 - 롤러 - 배구 - 배드민턴 - 복싱 | - 볼링 - 사격 - 사이클 - 수영 (경영, 다이빙, 수구) - 승마 - 씨름 - 야구 - 양궁 - 역도 - 요트 | - 유도 - 육상 - 정구 - 조정 - 체조 - 축구 - 카누 - 탁구 - 태권도 - 테니스 | - 펜싱 - 하키 - 핸드볼 |